# Gabon Championnat National D1
Gabon Championnat National D1 jest najwyższą klasą rozgrywkową w piłce nożnej w Gabonie. Została utworzona w 1968.

## Kluby występujące w sezonie 2011/12
- AS Mangasport Moanda
- Cercle Mbéri Sportif Libreville
- AS Pélican Lambaréné
- Stade Mandji Port Gentil
- FC 105 Libreville
- Missile FC Libreville
- Sogéa Libreville
- US Bitam
- US Oyem
- USM Libreville
- AS Solidarité Libreville
- FC Mounana Libreville
- RC Masuku Owendo
- Sapins FC Libreville

## Mistrzowie
| - 1968: Olympique Sportif Libreville - 1969: Aigle Royal Libreville - 1970: Aigle Royal Libreville - 1971: Solidarité Libreville - 1972: Olympique Sportif Libreville - 1973: Police Libreville - 1974: Zalang COC Libreville - 1975: Petrosport Port Gentil - 1976: Vantour Mangoungou Libreville - 1977: Vantour Mangoungou Libreville - 1978: ASMO/FC 105 Libreville - 1979: Anges ABC Libreville - 1980: USM Libreville - 1981: USM Libreville - 1982: ASMO/FC 105 Libreville - 1983: ASMO/FC 105 Libreville - 1984: Sogara Port Gentil - 1985: ASMO/FC 105 Libreville - 1986: ASMO/FC 105 Libreville - 1987: ASMO/FC 105 Libreville - 1988: USM Libreville - 1989: Sogara Port Gentil - 1990: JAC Libreville |  | - 1991: Sogara Port Gentil - 1992: Sogara Port Gentil - 1993: Sogara Port Gentil - 1994: Sogara Port Gentil - 1995: AS Mangasport Moanda - 1996: Mbilinga Port Gentil - 1997: FC 105 Libreville - 1998: FC 105 Libreville - 1999: FC 105 Libreville - 2000: AS Mangasport Moanda - 2001: FC 105 Libreville - 2002: USM Libreville - 2003: US Bitam - 2004: AS Mangasport Moanda - 2005: AS Mangasport Moanda - 2006: AS Mangasport Moanda - 2007: FC 105 Libreville - 2008: AS Mangasport Moanda - 2009: Stade Mandji Port Gentil - 2010: US Bitam - 2011: Missile FC |

## Liczba tytułów
| Klub                                                 | Miasto      | Liczba tytułów | Ostatni tytuł |
| ---------------------------------------------------- | ----------- | -------------- | ------------- |
| FC 105 Libreville (wliczając ASMO/FC 105 Libreville) | Libreville  | 11             | 2007          |
| Sogara Port Gentil                                   | Port Gentil | 6              | 1994          |
| AS Mangasport Moanda                                 | Moanda      | 6              | 2008          |
| USM Libreville                                       | Libreville  | 4              | 2002          |
| Aigle Royal Libreville                               | Libreville  | 2              | 1970          |
| Olympique Sportif Libreville                         | Libreville  | 2              | 1972          |
| Vantour Mangoungou Libreville                        | Libreville  | 2              | 1977          |
| Anges ABC Libreville                                 | Libreville  | 1              | 1979          |
| US Bitam                                             | Bitam       | 1              | 2003          |
| JAC Libreville                                       | Libreville  | 1              | 1990          |
| Mbilinga Port Gentil                                 | Port Gentil | 1              | 1996          |
| Petrosport Port Gentil                               | Port Gentil | 1              | 1975          |
| Police Libreville                                    | Libreville  | 1              | 1973          |
| Stade Mandji Port Gentil                             | Port-Gentil | 1              | 2009          |
| Solidarité Libreville                                | Libreville  | 1              | 1971          |
| Zalang COC Libreville                                | Libreville  | 1              | 1974          |
| Missile FC Libreville                                | Libreville  | 1              | 2011          |

## Najlepsi strzelcy
| Sezon |       | Piłkarz        | Klub       | Gole |
| 2008  | Gabon | Vianney Mabide | Mangasport | 11   |